# Mangán-dioxid
A mangán-dioxid vagy mangán(IV)-oxid a mangán oxigénnel alkotott vegyülete, oxidja. A képlete MnO2. A mangán oxidációs száma benne +4. Fekete színű por. Nyomot hagy a papíron. Vízben gyakorlatilag oldhatatlan. A mangán-dioxid kis mértékben vezeti az elektromos áramot, ugyanis a kristályrácsa átmenetet képez az atomrács és a fémrács között. Erős oxidálószer. A természetben is megtalálható ásványként. Mangán-peroxid megnevezése helytelen, ugyanis a vegyület nem tartalmaz peroxidkötést.

## Kémiai tulajdonságai
Erős oxidálószer. Feloldódik tömény kénsavban és sósavban. Kénsavban oldva oxigén, sósavban oldva klór fejlődik. A mangán-dioxid mindkét reakcióban mangán(II)-sóvá redukálódik.
{\displaystyle \mathrm {2\ MnO_{2}+2\ H_{2}SO_{4}\rightarrow 2\ MnSO_{4}+2\ H_{2}O+O_{2}} }
{\displaystyle \mathrm {MnO_{2}+4\ HCl\rightarrow MnCl_{2}+Cl_{2}+2\ H_{2}O} }
Oxidál bizonyos szerves vegyületeket, például a formaldehidet hangyasavvá alakítja. Nitrogénné oxidálja az ammóniát, eközben maga a vegyület mangán(III)-oxiddá redukálódik.
{\displaystyle \mathrm {6\ MnO_{2}+2\ NH_{3}\rightarrow 3\ Mn_{2}O_{3}+N_{2}+3\ H_{2}O} }
Ha oxigén jelenlétében alkálifémek hidroxidjaival olvasztják össze, manganátok képződnek belőle.
{\displaystyle \mathrm {2\ MnO_{2}+4\ KOH+O_{2}\rightarrow 2\ K_{2}MnO_{4}+2\ H_{2}O} }
Bizonyos folyamatok katalizátora. Kis mennyiségű mangán-dioxid is jelentősen gyorsítja a kálium-klorát és a hidrogén-peroxid bomlását oxigénfejlődés közben. Réz(II)-oxiddal keverve elősegíti a szén-monoxid és az oxigén egyesülését szén-dioxiddá.
Oxidálószer, de lúgos kémhatású közegben erős oxidálószerek hatására oxidálódik.

## Előfordulása a természetben

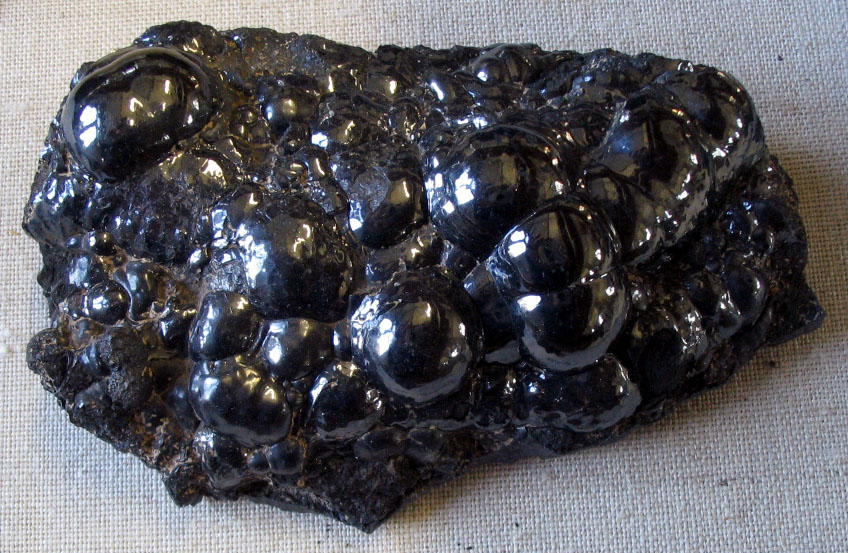
Piroluzit

A mangán-dioxid a természetben megtalálható ásványként. Az ásvány neve barnakő vagy piroluzit. A piroluzit a mangán legfontosabb érce.

## Előállítása
Mesterségesen előállítható a mangán(II)-nitrát hevítésével.
{\displaystyle \mathrm {Mn(NO_{3})_{2}\rightarrow MnO_{2}+2\ NO_{2}} }
Mangán-dioxid keletkezik a mangán(III)-oxid levegőn való hevítésekor is.

## Felhasználása
Mangán-dioxidból állítanak elő több más mangánvegyületet. Alkalmazzák festékek gyártásakor és oxidálószerként. Felhasználják az üveggyártásban is, mert elszínteleníti az üveget azáltal, hogy a benne található vas(II)-ionokat vas(III)-ionokká oxidálja. Színezőanyagként is adják az üvegekhez. Felhasználják katalizátornak az oxigén kálium-klorátból történő laboratóriumi előállításnál. Réz(II)-oxiddal keverve gázálarcokban alkalmazzák betétként, mert elősegíti a szén-monoxid oxidációját szén-dioxiddá. Felhasználják a gyufagyártáshoz és a tűzijátékok készítésekor. Depolarizátorként alkalmazzák a szárazelemekben és a Leclanché-elemekben.
Víztechnológiában oxidáló tulajdonságát felhasználva mangántalanító töltetként használják. Regenerálása oxidálószerrel tipikusan permanganáttal történik.